# رویلیاسکو دآستی
رویلیاسکو دآستی (به ایتالیایی: Revigliasco d'Asti) یک کومونه در ایتالیا است که در استان آسته واقع شده‌است. رویلیاسکو دآستی ۸٫۹ کیلومتر مربع مساحت و ۷۸۱ نفر جمعیت دارد و ۲۰۳ متر بالاتر از سطح دریا واقع شده‌است.